# Festival Mushroom Records
Festival Mushroom Records — австралійський лейбл звукозапису, заснований 1952 року.
Лейбл звукозапису Festival Records було створено 1952 року в австралійському Сіднеї. Його засновником став Пол Каллен, місцевий підприємець, що керував компанією Casper Precision Engineering, яка виробляла вінілові платівки. Протягом 1950-х років на Festival Records виходили записи таких музикантів, як Леслі Велч, Білл Гейлі та Джонні О'Кіф.
1961 року Festival Records придбала австралійська медіакорпорація News Ltd., заснована Рупертом Мердоком. Протягом наступних тридцяти років Festival вважався провідним рок-н-рольним лейблом Австралії, на якому виходили записи The Delltones, Олівії Ньютон-Джон, Пітера Аллена, Рольфа Гарріса, гуртів Bee Gees та Col Joye & the Joyboys. Окрім цього, Festival Records розповсюджували записи інших провідних лейблів, таких як Atlantic, A&M, Chrysalis, Island, Stiff та Virgin.
1993 року Festival Records придбали 50 % частку іншого місцевого лейблу Mushroom Records, а 1998 року викупили його другу половину. Під керівництвом Джеймса Мердока було створено об'єднану компанію Festival Mushroom Records, яка зосередилася на випуску музики австралійських виконавців, серед яких Кайлі Міноуг, Джиммі Барнс, Пол Келлі, гурти George, 28 Days та Motor Ace.
2005 року корпорація News Corporation виставила Festival Mushroom Records на продаж, оцінивши компанію у 20 млн австралійських доларів ($15,2 млн). Основними претендентами вважалися Sony BMG Entertainment Australia та V2 Records, але врешті решт інді-лейбл придбала компанія Warner Music Australia, заплативши, за різними оцінками, від 5 до 10 млн австралійських доларів ($3,8-7,6 млн).